# Supersport-VM 2012
Världsmästerskapen i Supersport 2012 arrangerades av Internationella motorcykelförbundet och innehöll 13 VM-deltävlingar. Supersport kördes som vanligt tillsammans med Superbike utom vid Superbikedeltävlingen i USA, då Supersport inte deltog. Kenan Sofuoğlu från Turkiet blev världsmästare för tredje gången. Han körde en Kawasaki för stallet Kawasaki DeltaFin Lorenzini.

## Tävlingskalender och delsegrare
| Datum        | Bana           | Segrare        | Motorcykel |  |  |
| ------------ | -------------- | -------------- | ---------- |  |  |
| 26 februari  | Phillip Island | Kenan Sofuoğlu | Kawasaki   |  |  |
| 1 april      | Imola          | Fabien Foret   | Kawasaki   |  |  |
| 22 april     | Assen          | Lorenzo Lanzi  | Honda      |  |  |
| 6 maj        | Monza          | Jules Cluzel   | Honda      |  |  |
| 13 maj       | Donington      | Sam Lowes      | Honda      |  |  |
| 10 juni      | Misano         | Kenan Sofuoğlu | Kawasaki   |  |  |
| 1 juli       | Aragón         | Sam Lowes      | Honda      |  |  |
| 22 juli      | Brno           | Fabien Foret   | Kawasaki   |  |  |
| 5 augusti    | Silverstone    | Jules Cluzel   | Honda      |  |  |
| 26 augusti   | Moskva         | Kenan Sofuoğlu | Kawasaki   |  |  |
| 9 september  | Nürburgring    | Kenan Sofuoğlu | Kawasaki   |  |  |
| 23 september | Portimão       | Jules Cluzel   | Honda      |  |  |
| 7 oktober    | Magny-Cours    | Jules Cluzel   | Honda      |  |  |

## Slutställning
| Plats | Förare          | Märke    | Poäng |
| ----- | --------------- | -------- | ----- |
| 1     | Kenan Sofuoğlu  | Kawasaki | 231   |
| 2     | Jules Cluzel    | Honda    | 210   |
| 3     | Sam Lowes       | Honda    | 172   |
| 4     | Fabien Foret    | Kawasaki | 171   |
| 5     | Broc Parkes     | Honda    | 135   |
| 6     | Sheridan Morais | Kawasaki | 96    |
| 7     | Alex Baldolini  | Triumph  | 96    |